# Ignacy Leonard Petelenz
Ignacy Leonard Petelenz (14. září 1850 Turka – 20. června 1911 Krakov) byl rakouský pedagog a politik polské národnosti z Haliče, na počátku 20. století poslanec Říšské rady.

## Biografie
Profesí byl zoologem, pedagogem a politikem. Vystudoval gymnázium ve Lvově a Lvovskou univerzitu. Byl ředitelem reálné školy v Krakově. Získal Řád Františka Josefa.
Působil i jako poslanec Říšské rady (celostátního parlamentu Předlitavska), kam usedl v doplňovacích volbách roku 1901 za kurii městskou v Haliči, obvod Krakov. Nastoupil 17. října 1901 místo Ferdynanda Weigela. Uspěl i ve volbách do Říšské rady roku 1907, konaných poprvé podle všeobecného a rovného volebního práva. Byl zvolen za obvod Halič 11.
Roku 1901 se uvádí coby kandidát demokratického proudu (Polskie Stronnictwo Demokratyczne). Byl tehdy ředitelem na reálné škole. V kampani slíbil, že v případě svého zvolení vstoupí do poslaneckého Polského klubu. Jako člen Polského klubu působil i po volbách roku 1907. Ve volbách do Říšské rady roku 1911 ho porazil sociální demokrat Ignacy Daszyński.
Zemřel v červnu 1911 v krakovském sanatoriu poté, co se podrobil operaci slepého střeva.